# Танганов, Борис Бадмаевич
Бори́с Бадма́евич Танга́нов (15 октября 1940, с. Усть-Хайга (ныне с. Ново-Ленино) Осинский район (Иркутская область) — 31 октября 2021)— советский и российский химик-аналитик, заведующий кафедрой неорганической и аналитической химии факультета экологии, сервиса, технологии и дизайна Восточно-Сибирский государственный университет технологий и управления, доктор химических наук.

## Публикации
Опубликовал более 480 научных работ, из них 39 учебников и монографий. в том числе: Фундаментальный учебник «Химические методы анализа», монография «Взаимодействия в растворах электролитов: моделирование сольватационных процессов, равновесий в растворах полиэлектролитов и математическое прогнозирование свойств химических систем», 1 патент РФ и 30 авторских свидетельств СССР на изобретения. Результаты научных исследований внедрены на предприятия химической промышленности СССР и представлены более, чем на 170 Международных, Всесоюзных, Российских и Региональных научных конференциях, Симпозиумах, Съездах.

## Вехи биографии
- 1964 г. — Окончил Восточно-Сибирский технологический институт
- 1967 г. — Поступил в аспирантуру кафедры «Аналитическая химия» Московского химико-технологического института им. Д. И. Менделеева, ныне Российский химико-технологический университет имени Д. И. Менделеева
- 1970 г. — Защитил кандидатскую диссертацию
- 1973 г. — Присвоено учёное звание доцента
- 1976—1981 гг. — Заведующий кафедрой аналитической химии Восточно-Сибирского технологического института
- 1980—1981 гг. — Обучение французскому языку в Московском институте иностранных языков имени Мориса Тореза, ныне Московский государственный лингвистический университет
- 1981—1985 — Зарубежная командировка в Алжирскую Народно-Демократическую Республику в Национальный институт легкой промышленности (г. Будермес) по линии МВ и ССО СССР для чтения лекций на французском языке.
- 1996 — Защитил докторскую диссертацию
- 1997 гг. — Профессор кафедры аналитической химии Восточно-Сибирского государственного технологического университета
- 2005 — Заведующий кафедрой неорганической и аналитической химии Восточно-Сибирского государственного технологического университета

Скончался 31 октября 2021 года.

## Награды и звания
- Заслуженный изобретатель Бурятской АССР
- Заслуженный деятель науки Бурятской АССР
- Изобретатель СССР
- Почётный работник высшего профессионального образования Российской Федерации
- Заслуженный работник высшей школы Российской Федерации
- Медаль Международной инженерной академии
- Серебряная и золотая медали имени В. И. Вернадского
- Кавалер золотой медали «Пятнадцать лет Международной инженерной академии» и медали имени Альфреда Нобеля за вклад в развитие изобретательства (РАЕ)
- Диплом «Золотая кафедра России» серии «Золотой фонд отечественной науки» (РАЕ)
- Почетные звания: «Основатель научной школы» и «Заслуженный деятель науки и образования»(РАЕ)
- Лауреат конкурса «Лучшие люди Бурятии-2009» в номинации «Вершина мудрости».

## Важнейшие направления научной деятельности
- Теория растворов сильных и слабых электролитов: модели переноса и равновесных процессов
- Концепция близких констант равновесий полиэлектролитов
- Теория и практика многоуровневого моделирования химических, биологических, медицинских систем